# Beda Tsang
 (août 2025).
Si vous disposez d'ouvrages ou d'articles de référence ou si vous connaissez des sites web de qualité traitant du thème abordé ici, merci de compléter l'article en donnant les références utiles à sa vérifiabilité et en les liant à la section « Notes et références ».
Dans ce nom chinois, le nom de famille, Zhang, précède le nom personnel.
Bède (Beda) Tsang (Tchang) (张伯达 - Zhāng Bódá), né à Shanghai le 27 mai 1905 et mort en martyr le 11 novembre 1951, est un jésuite chinois.

## Variantes du nom
张 ou 張, transcrit Tsang (selon la langue locale de Shanghai, donc (Wu (langue)) ou Chang ou Tchang ou Zhang ( selon le mandarin, la langue dominante en Chine) est le nom de famille, Cheng-ming (Tcheng-Ming) est le nom personnel chinois, Bède (Beda en latin - 伯达 Bódá en chinois) est le prénom chrétien.
- Beda Tsang (pinyin : Zhāng　Bódá)
- Beda (Bède) Chang Cheng-Ming
- Tchang Tcheng-Ming

## Éléments biographiques
- 1 925 entrées dans la Compagnie de Jésus
- Études de philosophie à Jersey et à Paris. Thèse ès-lettres en Sorbonne en 1938 sur L'Écriture chinoise et le geste humain, jury  présidé par Joseph Vendryes, rapporteurs Henri Maspero et Paul Pelliot
- Prêtre en 1940
- Recteur du Collège secondaire Saint-Ignace de Zi-ka-wei près de Shanghaï.
- Doyen de la Faculté des Lettres chinoises de l'Université catholique Aurore à Shanghaï.

## Ouvrages
- B. Tchang Tcheng-ming, Le Parallélisme dans les vers du Cheu King, Paul Geuthner  1937
- B. Tchang Tcheng-ming, L'Écriture chinoise et le geste humain : essai sur la formation de l'écriture chinoise, Paul Geuthner  1937